# Damoh (Distrikt)
Der Distrikt Damoh (Hindi: दमोह ज़िला) ist ein Distrikt des zentralindischen Bundesstaats Madhya Pradesh in der historischen Region Bundelkhand. Verwaltungs- und Wirtschaftszentrum ist die etwa 145.000 Einwohner zählende Stadt Damoh.

## Geographie
Der Distrikt Damoh liegt nordöstlich-zentral in Madhya Pradesh und grenzt im Westen an den Distrikt Sagar und im Nordwesten und Norden an den Distrikt Chhatarpur. Nach Osten wird der Distrikt begrenzt durch den Distrikt Panna, im Südosten grenzt der Distrikt Katni an und im Süden der Distrikt Narsinghpur.
Das Klima ist warm; Regen (ca. 1260 mm/Jahr) fällt nahezu ausschließlich in den Monsunmonaten Juni bis September. Die Flüsse Ken und Sonar queren den Distrikt von Südwesten nach Nordosten und vereinigen sich nahe der nördlichen Distriktsgrenze. Im Süden des Distrikts erhebt sich das hier zwischen 350 und 595 m hohe Vindhyagebirge, wo beide Flüsse entspringen.

## Verwaltungsgliederung
Der Distrikt Damoh gliedert sich in sieben Verwaltungsbezirke (Tehsils oder Subdivisions): Batiyagarh, Damoh, Hatta, Jabera, Patera, Patharia und Tendukheda mit insgesamt knapp 1200 Dörfern und – neben der Stadt Damoh – nur vier mittelgroßen bzw. kleineren Städten: Hatta (ca. 35.000), Hindoria (ca. 18.000), Patharia (ca. 25.000) und Tendukheda (ca. 17.000).

## Bevölkerung
Infolge des anhaltenden Bevölkerungswachstums in weiten Teilen Nordindiens und durch Zuwanderung ist die Einwohnerzahl des Distrikts in den letzten Jahrzehnten enorm angestiegen:
| Jahr      | 1991    | 2001      | 2011      |
| --------- | ------- | --------- | --------- |
| Einwohner | 898.125 | 1.083.949 | 1.264.219 |

Hindus dominieren in den Dörfern auf dem Lande (etwa 98 %); etwa 15 bis 20 % der städtischen Bevölkerung sind Moslems. In der Dekade zwischen 2001 und 2011 wuchs die Bevölkerung um knapp 20 % auf etwa 1,26 Millionen an, wobei der männliche Bevölkerungsanteil den weiblichen um etwa 10 % übersteigt. Etwa 85 % der Bevölkerung lebt in den Dörfern auf dem Lande; mehr als ein Drittel der Menschen (zumeist Frauen) gelten als Analphabeten. Man spricht Hindi und Bundeli.

## Wirtschaft
Der Distrikt Damoh gehört nach offizieller Statistik zu den 250 rückständigsten von insgesamt 640 Distrikten Indiens. Er ist in sehr hohem Maße landwirtschaftlich geprägt, wobei auch Wanderarbeiter bis in die heutige Zeit eine nicht unwichtige Rolle spielen. Lediglich in den wenigen Städten gibt es einige größere Geschäfte und Handwerksbetriebe sowie Banken, Hospitäler und weiterführende Schulen. Bei der Stadt Narsinghgarh steht ein großes Zementwerk der HeidelbergCement-Gruppe. Der Distrikt verfügt über insgesamt zehn Bahnhöfe an der Strecke Sagar – Katni.

## Geschichte

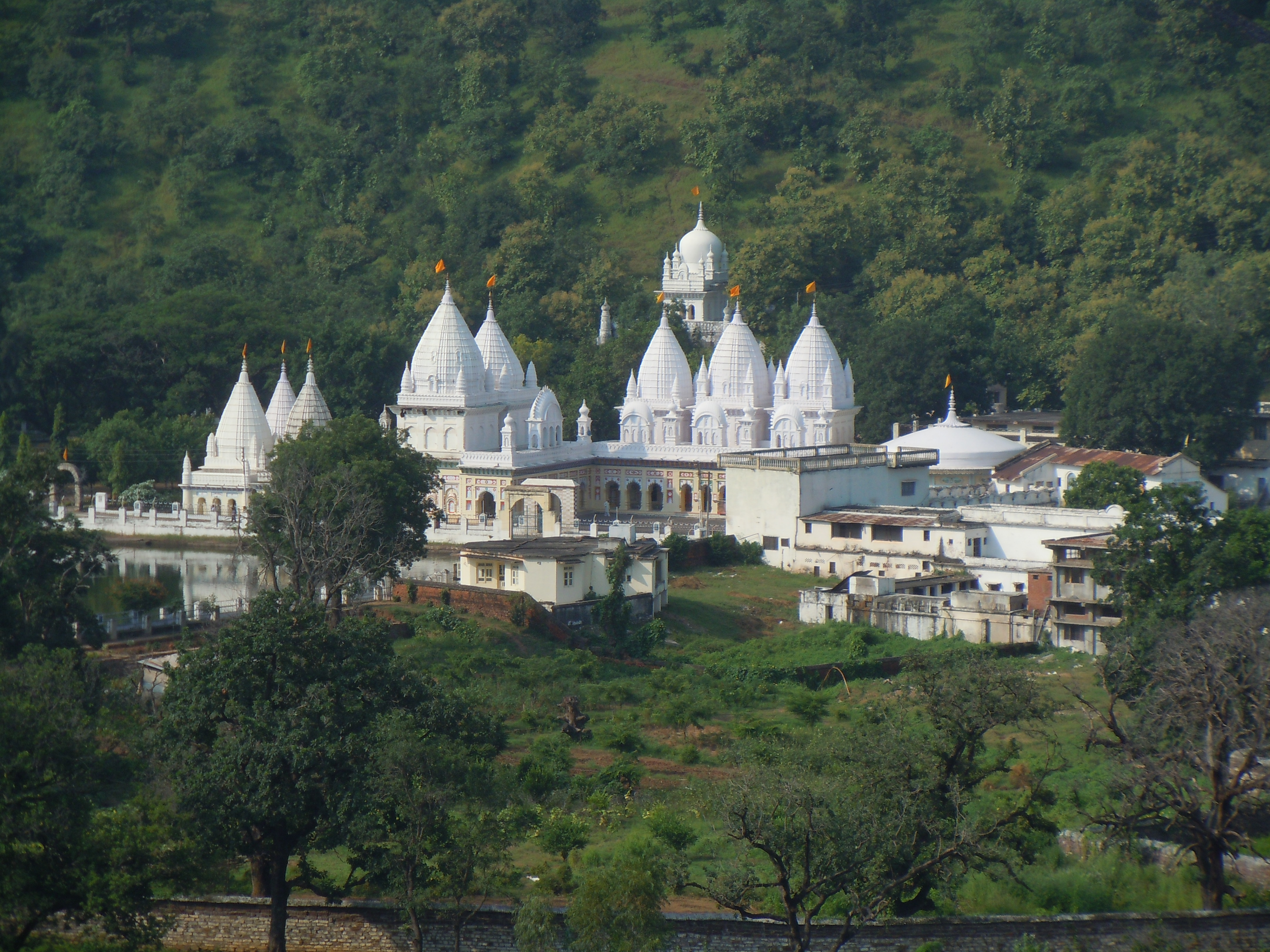
Kundalpur – Jain-Tempel

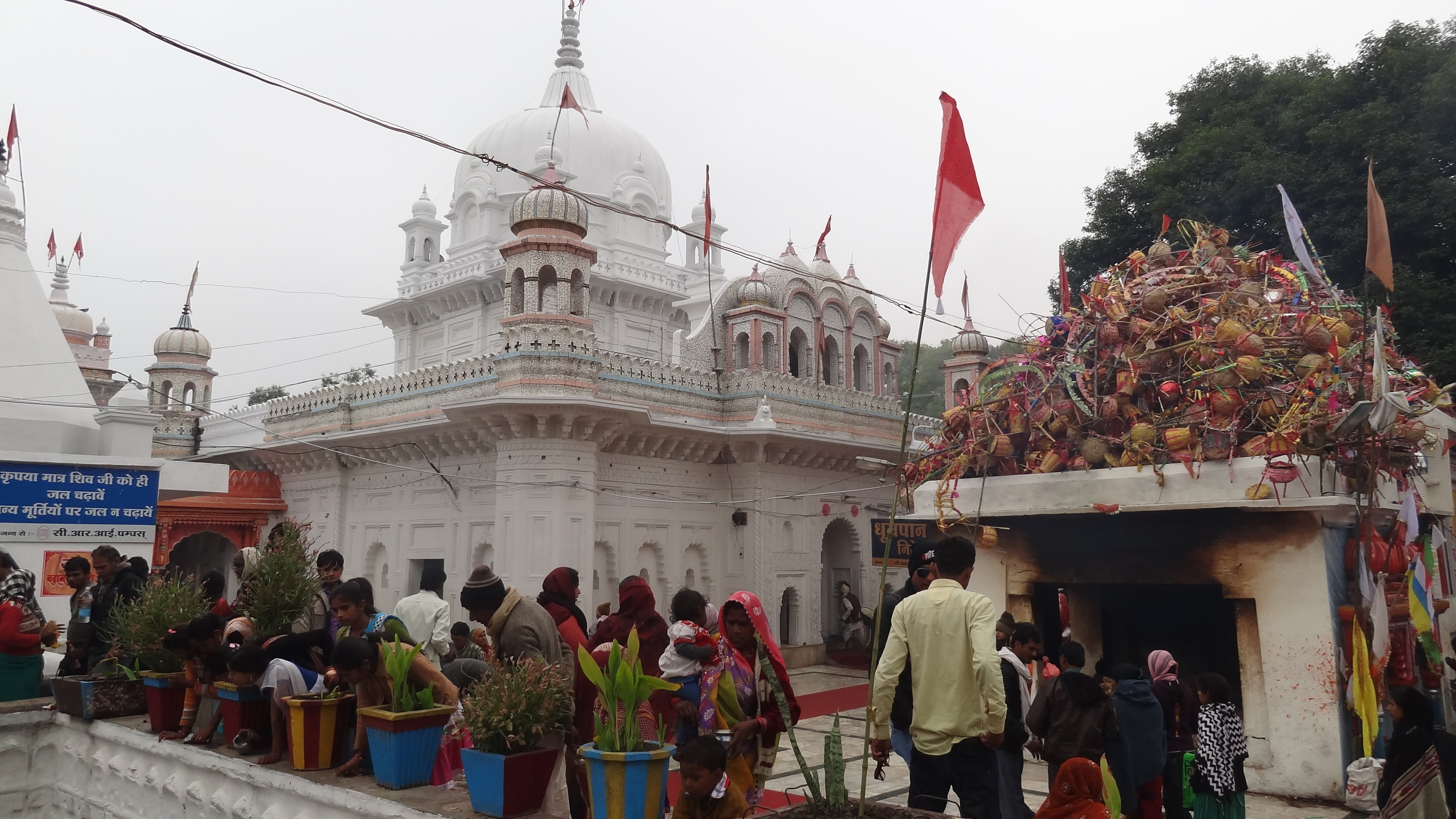
Bandakpur – Shiva-Tempel

Im frühen Mittelalter (ca. 400–600) gehörte die Region zum Guptareich; im Hochmittelalter (ca. 900–1200) wurde sie von den Kalachuris von Tripuri beherrscht, doch auch die Chandella-Dynastie war zeitweise präsent. Im 15. Jahrhundert übte das Sultanat Malwa von Mandu zeitweise die Oberherrschaft über die Region aus. Im frühen 16. Jahrhundert gehörte sie zum Reich der Gond, welches jedoch im Jahr 1564 vom Mogul-General Asaf Khan gegen den heftigen Widerstand der letzten regierenden Fürstin, Rani Durgavati, erobert wurde. Seit dem Jahr 1818 stand das Gebiet unter britischer Kontrolle. Nach der Unabhängigkeit Indiens (1947) bzw. nach der Gebietsreform des Jahres 1956 kam das seit 1932 zum Distrikt Sagar gehörende Gebiet als eigenständiger Distrikt zum damals neu geschaffenen Bundesstaat Madhya Pradesh.

## Sehenswürdigkeiten
Bedeutendste Sehenswürdigkeit auf dem Gebiet des touristisch kaum erschlossenen Distrikts Damoh sind die größtenteils neuzeitlichen Jain-Tempel von Kundalpur. Über den Distrikt verteilt gibt es weitere Jain-Heiligtümer. Beim ca. 25 km südöstlich gelegenen Ort Nohta steht ein ruinierter Hindu-Tempel aus der Kalachuri- bzw. der frühen Chandella-Zeit. Im ca. 14 km östlich von Damoh gelegenen Ort Bandakpur befindet sich eine regional bedeutsame Shiva-Pilgerstätte mit Tempeln des 17. bis 19. Jahrhunderts.